# Comté d'Adair (Oklahoma)
Pour les articles homonymes, voir Comté d'Adair.
Le comté d'Adair est un comté situé à l'est de l'État de l'Oklahoma, aux États-Unis. Il comptait 19 495 habitants en 2020. Son siège est Stilwell. 
Il tire son nom du clan Adair de la tribu amérindienne des Cherokees. C'est d'ailleurs le seul comté de l'Oklahoma dont la majorité relative (44 %) de la population est amérindienne.  

## Comtés limitrophes
|                   | Comté de Delaware | Comté de Benton (Arkansas)     |
| Comté de Cherokee | comté d'Adair     | Comté de Washington (Arkansas) |
|                   | Comté de Sequoyah | Comté de Crawford (Arkansas)   |

## Démographie
Lors du recensement de 2020, le comté comptait une population de 19 495 habitants. 
| Groupes           | Comté de Leflore | Oklahoma | États-Unis |
| ----------------- | ---------------- | -------- | ---------- |
| Blancs            | 39,2             | 63,5     | 61,6       |
| Autres            | 3,2              | 8        | 14,7       |
| Afro-Américains   | 0,2              | 7,3      | 12,4       |
| Métis             | 13,4             | 12,8     | 10,2       |
| Amérindiens       | 44               | 8,4      | 1,1        |
| Total             | 100              | 100      | 100        |
|                   |                  |          |            |
| Latino-Américains | 6,4              | 11,9     | 18,7       |